# Горбачи (Бобровицкий район)
Горбачи́ (укр. Горбачі́) – село, расположенное на территории Бобровицкого района Черниговской области (Украина). Расположено на реке Бабка (Баба).
Население составляет 374 жителя (2006 год). Плотность населения — 94,09 чел/кв.км.
Впервые упоминается в 1939 году.
Село Горбачи находится примерно в 18 км к востоку от центра города Бобровица. Средняя высота населённого пункта — 133 м над уровнем моря. Село находится в зоне умеренно континентального климата.
Национальный состав представлен преимущественно украинцами, конфессиональный состав — христианами.